# Front du Sud
Le front du Sud (en russe : Южный фронт) est une unité militaire de l'Armée rouge puis de l'Armée soviétique, un « front » correspondant à un groupe d'armées dans les autres forces armées.
Il a été créé successivement cinq fois : les deux premiers pendant la guerre civile russe, d'abord du 11 septembre 1918 au 10 janvier 1920, ensuite du 21 septembre au 10 décembre 1920 ; les deux suivants pendant la Grande Guerre patriotique, le troisième du 25 juin 1941 jusqu'au 28 juillet 1942, puis le quatrième du 31 décembre 1942 au 20 octobre 1943 ; le cinquième lors de l'invasion de la Tchécoslovaquie en 1968.

## Deuxième formation
À la suite de l'annexion de la Bessarabie en juin 1940, le district militaire d'Odessa comprend le territoire de la République socialiste soviétique moldave.
Au déclenchement de l'opération Barbarossa le 22 juin 1941, la défense de la Moldavie (entre Prout et Dniestr) est confiée à la 9e armée de Yakov Tcherevitchenko, qui a la particularité d'être pendant quelques jours autonome, ne dépendant pas d'un front.
Le front du Sud est finalement formé le 25 juin 1941, prenant le commandement de toutes les unités du district militaire d'Odessa, c'est-à-dire dans la partie sud de l'Ukraine, Crimée comprise.

### Composition
La 9e armée autonome, particulièrement puissante, commandée par le lieutenant-général Yakov Tcherevitchenko, est composée au 22 juin 1941 des 14e, 35e et 48e corps de fusiliers, de la 150e division de fusiliers, du 2e corps de cavalerie, des 2e (ru) et 18e (ru) corps mécanisés. Elle s'appuie sur ce qui reste de la ligne Staline qui longe le Dniestr, composée des 80e (Rybnitsky), 81e (Danube) et 82e (Tiraspol) secteurs fortifiés, ainsi que sur la ligne Molotov en construction, composée des 84e (haut-Prout) et 86e (bas-Prout) secteurs fortifiés.
S'y rajoutent les unités du district militaire d'Odessa, c'est-à-dire les 7e et 9e corps de fusiliers, ainsi que le 3e corps parachutiste (en) et la 47e division de fusiliers, qui peuvent s'appuyer sur le 83e secteur fortifié.
Le front du Sud est renforcé dans les derniers jours de juin 1941 par la 18e armée commandée par le général Andreï Kirillovitch Smirnov. Cette armée, créée le 24 juin dans le district militaire de Kharkov, est composée des 17e et 55e corps de fusiliers ainsi que du 16e corps mécanisé (ru).

### Historique opérationnel
Du 2 au 26 juillet 1941, la 9e armée soviétique est chassée de Bessarabie par l'Armée roumaine épaulée par la 11e armée allemande, dépendante du groupe d'armées Sud : c'est l'opération München.
Les forces germano-roumaine font ensuite le siège d'Odessa d'août à octobre, agglomération défendue par une partie de la 9e armée formant l'« armée côtière séparée », qui s'y fait anéantir. En septembre et octobre 1941, le front du Sud est repoussé du Sud de l'Ukraine, perdant le contact avec la Crimée, tandis que les 9e (reconstituée) et 18e armées se font encercler puis détruire au nord-ouest de la mer d'Azov (dans la poche de Chernigovka). Avec l'arrivée de l'hiver en novembre, le front se stabilise, Rostov-sur-le-Don restant aux mains du front du Sud.
À la suite des défaites face à l'offensive allemande de l'été 1942, notamment la chute de Rostov, le front est dissous et ses unités sont réaffectées au front du Nord-Caucase.

### Commandants
- Général d'armée Ivan Tioulenev : 25 juin 1941 – 20 août 1941
- Lieutenant-général Dimitri Riabychev (ru) : 20 août 1941 – 5 octobre 1941
- Lieutenant-général Yakov Tcherevitchenko : 5 octobre 1941 – décembre 1941
- Lieutenant-général Rodion Malinovski : décembre 1941 – juillet 1942

## Troisième formation

### Historique opérationnel
Le front du Sud est formé une nouvelle fois à partir du front de Stalingrad le 1er janvier 1943, après l'encerclement de la 6e armée allemande pendant la bataille de Stalingrad et l'échec de l'opération Wintergewitter qui devait la dégager.
Il passe à l'offensive pour prendre Rostov et prendre au piège le groupe d'armées A, qui bat en retraite depuis le Caucase. La ville est prise le 14 février 1943, mais le gros des troupes allemandes a pu s'échapper. 
Avant même qu'il n'atteigne son objectif de Rostov, la Stavka ordonne au front de monter une nouvelle offensive vers Vorochilovgrad qu'il atteint aussi le 14 février 1943. Cette offensive permet de franchir le cours inférieur du Don et force les Allemands à se retirer jusqu'au Mious.
L'objectif suivant est la prise de Marioupol, sur la mer d'Azov et la jonction à Stalino avec les troupes du front du Sud-Ouest venant du nord pour encercler le groupe d'armées Don. Cependant après trois  mois de combats presque incessants, ses troupes sont épuisées et ne parviennent pas à briser la défense allemande sur le Mious. Le front du Sud ne passe le fleuve que lors de la bataille du Dniepr à l'été 1943.
Le 20 octobre 1943, le front du Sud devient le quatrième front ukrainien.

### Composition
Initialement le front se compose des forces suivantes : 
- 2e armée de la Garde ;
- 28e armée ;
- 51e armée.

Il sera par la suite renforcé par :
- la 5e armée de choc ;
- la 44e armée (en).

### Commandants
- Andreï Ieremenko : 31 décembre 1942 - février 1943
- Rodion Malinovski : février 1943, en remplacement d'Eremenko, malade.
- Fiodor Tolboukhine : mars 1943 - 20 octobre 1943